# Himachal Vikas Congress
Himachal Vikas Congress (HVC, „Himachal-Fortschritts-Kongress“) war eine zwischen 1997 und 2004 existierende Regionalpartei im indischen Bundesstaat Himachal Pradesh.

## Geschichte
Die Partei entstand 1997 als regionale Abspaltung der Kongresspartei. Im Gründungsjahr 1997 befand sich die Kongresspartei in einer schweren Führungskrise und der 78-jährige Parteipräsident Sitaram Kesri konnte die zentrifugalen Bestrebungen an den Rändern der Partei und in einzelnen Bundesstaaten kaum aufhalten.
Parteigründer war Sukh Ram, ehemals Minister für Telekommunikation im Kabinett von Premierminister Rao. 
Am 16. August 1996 wurde sein Büro durch Sondereinheiten des Central Bureau of Investigation (CBI), der indischen Bundespolizei durchsucht, die dort größere Mengen an Bargeld (1,16 crore Rupien), verteilt auf diverse Taschen und Koffer sicherstellten. In der Folge wurde Sukh Ram der Korruption angeklagt und nach einem langen Verfahren 15 Jahre später, 2011 auch rechtskräftig wegen Annahme von Bestechungsgeldern zu fünf Jahren Haft und einer Geldstrafe verurteilt. Die unmittelbare Folge war, dass Ram 1997 aus der Kongresspartei ausgeschlossen wurde. Daraufhin sammelte er seine Gefolgsleute im heimatlichen Bundesstaat Himachal Pradesh, die vor allem aus der Kongresspartei kamen, und gründete eine neue Partei, Himachal Vikas Congress. Bei der Regionalwahl zum Parlament von Himachal Pradesh am 3. März 1998 gewann der HVC fünf der 68 Parlamentssitze im Bundesstaatsparlament und bildete anschließend eine Koalitionsregierung mit der BJP. Bei der gesamtindischen Parlamentswahl im September/Oktober 1999 gewann der HVC einen der vier Wahlkreise (Simla) von Himachal Pradesh. Bei der Wahl 2003 zum Parlament von Himachal Pradesh gewann die Partei nur noch einen Sitz. Am 12. April 2004, kurz vor der gesamtindischen Parlamentswahl gab Sukh Ram den Wiederanschluss seiner Partei an die Kongresspartei bekannt.